# Shoko Hamada
Shoko Hamada (浜田 翔子 Hamada Shōko?) este un model japonez și un race queen. În plus, ea a lansat mai multe CD-uri cu muzică, cele mai multe ori care conțin versiuni cover.

## Lucrări

### DVD-uri
- [2003.03.25] Strawberry
- [2004.07.23] Lolita Race Queen
- [2004.09.15] Endless 2004
- [2004.09.24] Silky Collection ~Se-Onna!~ Hamada Shouko
- [2004.11.26] Race Queen no Joshintachi Hamada Shouko
- [2005.01.26] Idol Complete 2005 Winter Blue
- [2005.02.25] Love! Hamasho

### Photobooks
- [2004.07.23] Lolita Race Queen

### CD-uri de muzică
- [2006.11.8] Cosplay Trance Utaemashoko!
- [2007.3.21] Cosplay Trance Odorimashoko!
- [2007.7.18] Hamatra Moriagarimashoko!
- [2007.10.3] Hamasho Album Oteate Shimashoko!
- [2008.3.26] Jaa Ne (cover version of the Onyanko Club song)